# Vauciennes, Marne
Vauciennes är en kommun i departementet Marne i regionen Grand Est (tidigare regionen Champagne-Ardenne) i nordöstra Frankrike. Kommunen ligger i kantonen Épernay 2e Canton som tillhör arrondissementet Épernay. År 2022 hade Vauciennes 325 invånare.

## Befolkningsutveckling
Antalet invånare i kommunen Vauciennes
| Referens: INSEE |